# Aiguillette d’Argentière
Die Aiguillette d’Argentière ist ein Felsturm (auch Felsnase) westlich von Argentière im Département Haute-Savoie in den Französischen Alpen in der Region Auvergne-Rhône-Alpes mit einer Höhe von 1893 m. Die Aiguillette d’Argentière ist ein Spielplatz vieler Kletterer. Sie bietet ein einmaliges Panorama auf die Aiguille du Tour und das gesamte Mont-Blanc-Massiv auf der anderen Talseite.

## Lage und Umgebung
Die Aiguillette d’Argentière gehört zu den Aiguilles Rouges, einer Bergkette der Savoyer Voralpen. Sie befindet sich vollständig auf dem Gemeindegebiet von Chamonix-Mont-Blanc.
Talorte sind Chamonix und Argentière.

## Routen zum Gipfel
Vom Parkplatz Tre le Champ le Haute (1421 m) führt ein Wanderweg nach Nordwesten, den Beschilderungen Richtung Lac Blanc folgend. Der Zustieg ist ein Teil der Tour du Mont-Blanc (mehrtägige Trekkingtour, die den Mont Blanc umrundet). Der Aufstieg bis zum Fusse der Aiguillette d’Argentière dauert 1½ Stunden.
Die Klettertouren auf die Aiguillette d’Argentière sind ausreichend mit Bohrhaken abgesichert und beginnen im Schwierigkeitsgrad 4c. Am Fels auf der anderen Seite des Weges sind zudem zwei Mehrseillängen-Klettertouren im Schwierigkeitsgrad 5c und 6a eingerichtet.
Der Abstieg entspricht dem Zustieg.

## Galerie

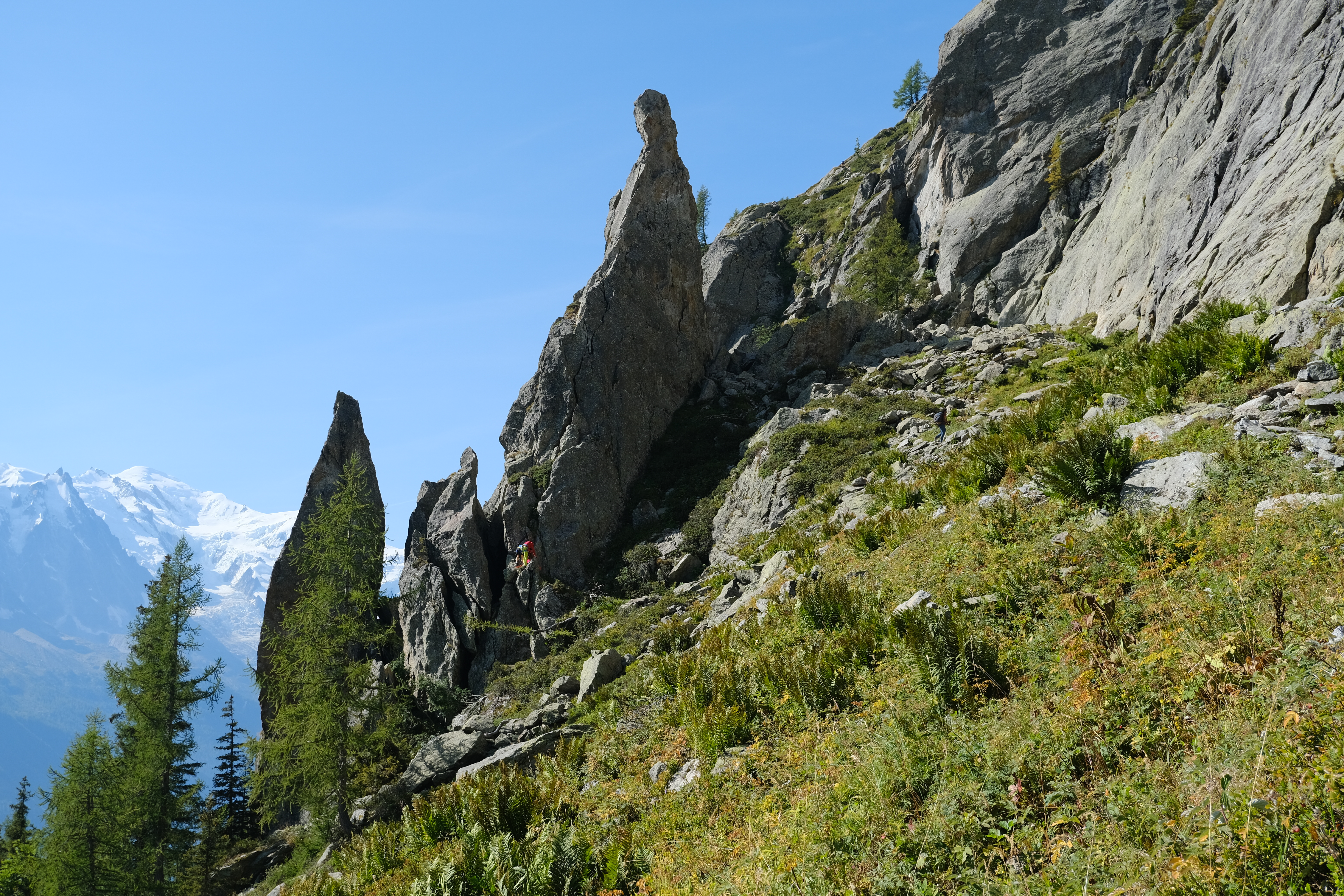
Die Aiguillette d’Argentière von Nordosten, hinten links der Mont Blanc.
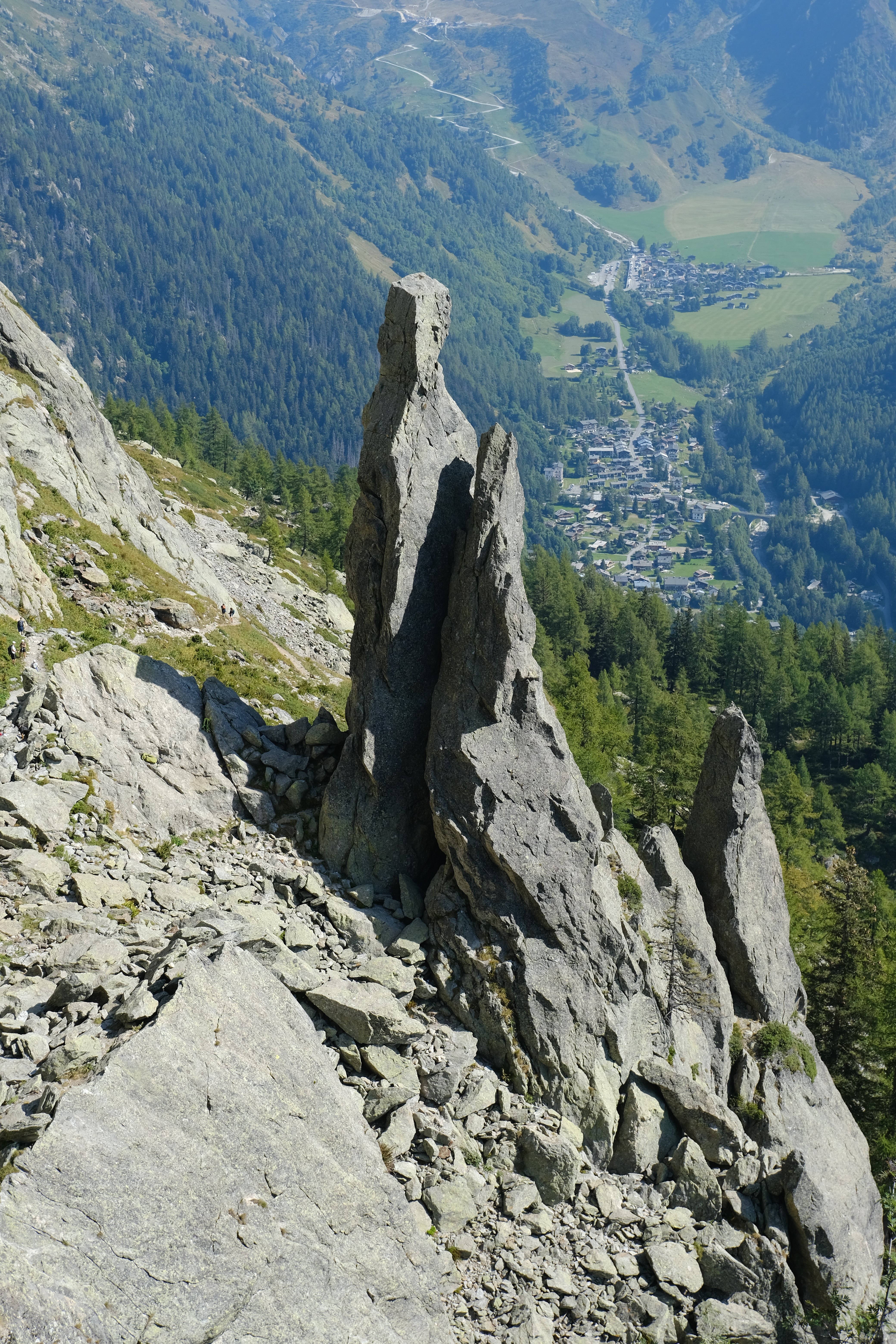
Die Aiguillette d’Argentière mit Montroc und Le Tour im Hintergrund.
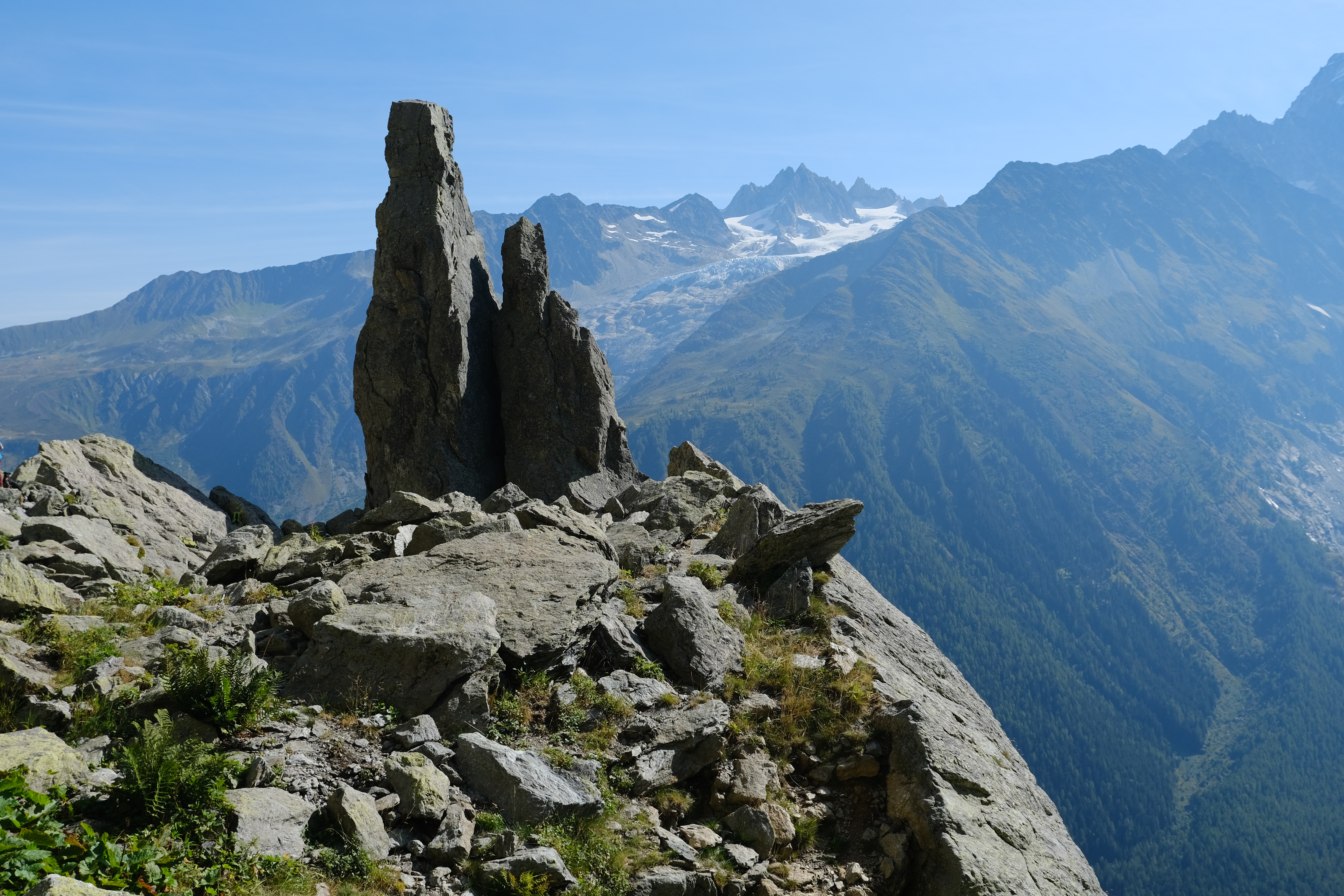
Die Aiguillette d’Argentière mit Aiguille du Tour, Aiguille du Midi des Grands und Pointe des Grands im Hintergrund.
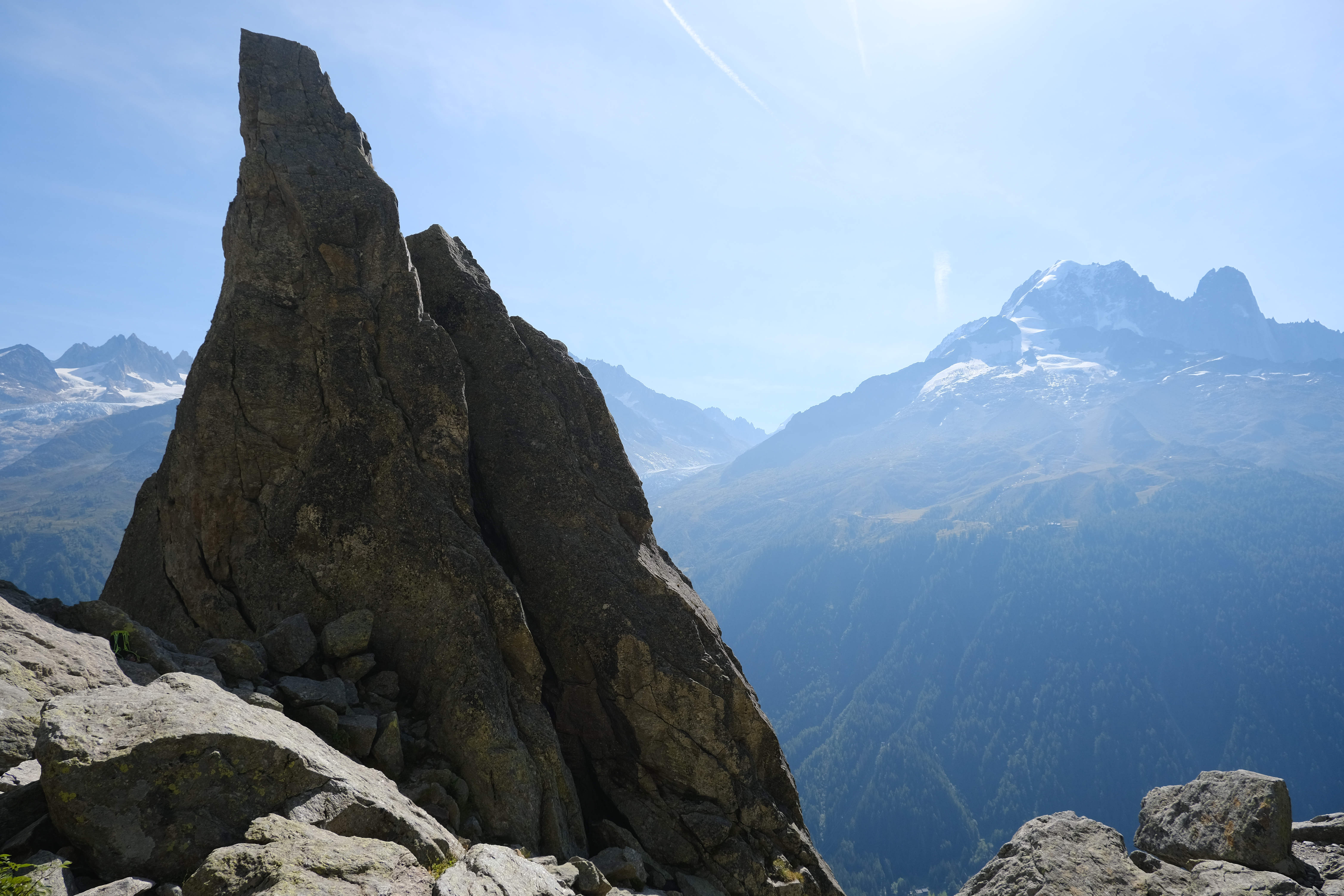
Die Aiguillette d’Argentière mit Aiguille du Tour (links), Aiguille Verte und Aiguille du Dru (rechts) im Hintergrund.
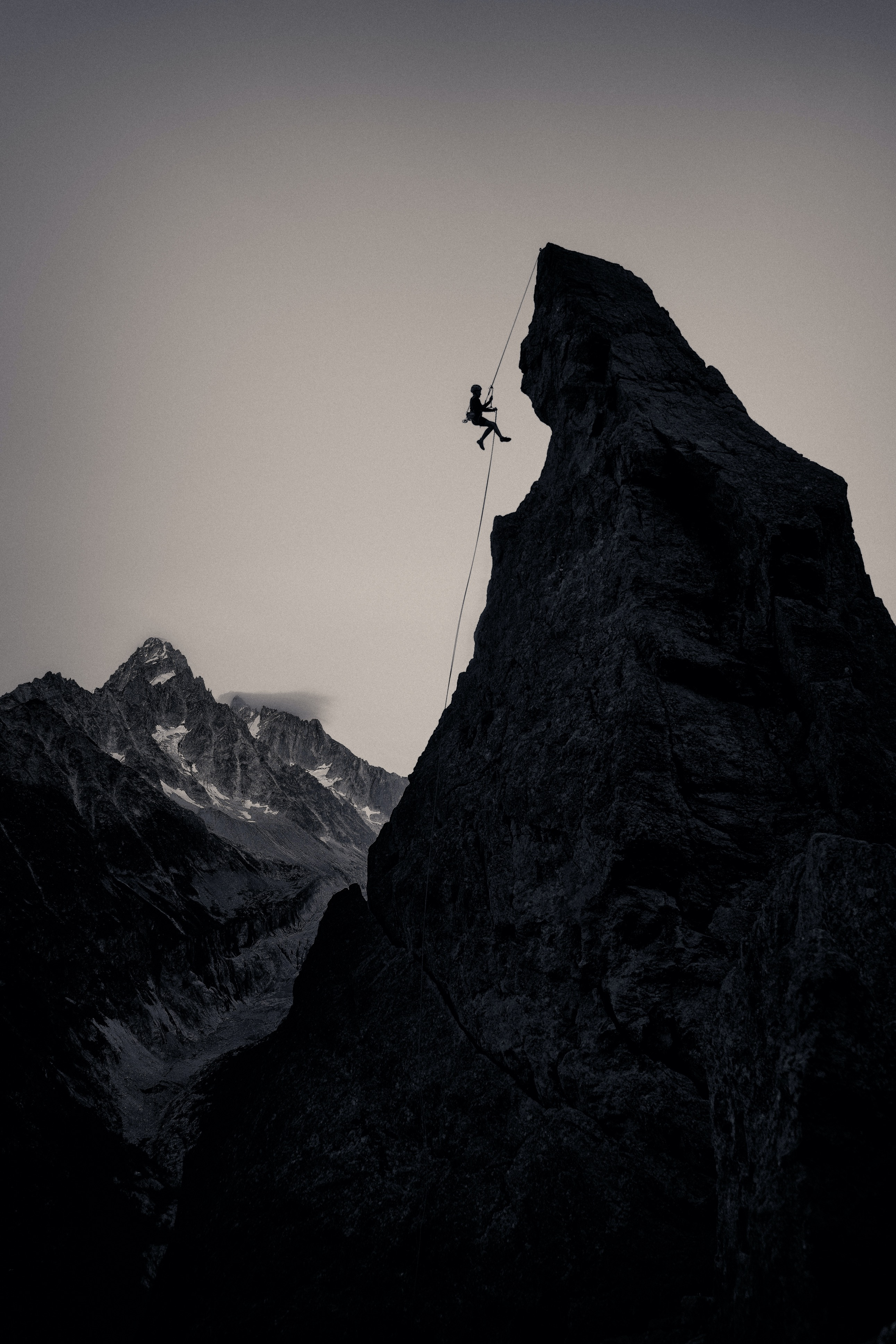
Abseilen an der Aiguillette d’Argentière.